# Política da Líbia
A política da Líbia está em um estado incerto devido ao colapso da Jamahiriya Árabe Líbia em 2011 e uma guerra civil em curso entre o Conselho de Deputados instalado em Tobruque e seus apoiantes, o Governo de Salvação Nacional instalado em Trípoli e seus apoiantes, e vários jihadistas e elementos tribais que controlam partes do país.

## Acordo Político Líbio (2015)
Membros da Câmara dos Deputados e o Governo de Salvação Nacional assinaram um acordo político em 18 de dezembro de 2015. Nos termos do acordo, foi formado um Conselho Presidencial de nove membros e o Governo do Acordo Nacional, um governo interino de dezessete membros, com o objetivo de realizar novas eleições dentro de dois anos. A Câmara dos Deputados continuaria a existir como uma legislatura e um órgão consultivo, que seria conhecida como Conselho de Estado, formado com membros nomeados pelo Congresso Geral Nacional cessante.

## Conselho de Deputados / Câmara dos Deputados
O Conselho de Deputados foi formado na sequência eleições de junho de 2014, quando o Congresso Geral Nacional, formado como um órgão de transição após a Revolução da Líbia foi dissolvido. Contudo, Islamistas se saíram mal nas eleições devido ao baixo comparecimento, e os membros do Congresso Geral Nacional liderado pelos islamitas voltariam a se reunir em agosto de 2014, recusando-se a reconhecer o novo parlamento dominado por legisladores secularistas e federalistas. Os partidários do Congresso Geral Nacional cessante rapidamente assumiram o controle de Trípoli, capital constitucional da Líbia, forçando o parlamento recém-eleito ao exílio virtual em Tobruque, perto da fronteira do Egito. O Conselho dos Deputados goza de um reconhecimento internacional generalizado como o governo oficial da Líbia. No entanto, o Supremo Tribunal de Trípoli declarou ilegal e anulou os resultados das eleições em novembro de 2014. A decisão do tribunal foi aclamada pelo Congresso Geral Nacional e seus patrocinadores, mas foi rejeitada como inválida pelo Conselho de Deputados e seus partidários.
Com esse contexto de divisão, o Estado Islâmico do Iraque e do Levante e Ansar al-Sharia, bem como outros grupos militantes de natureza religiosa e tribal, assumiram o controle de várias cidades e distritos em toda a Líbia, especialmente em Cirenaica, que está teoricamente sob o controle do governo de Tobruque. Diversos comentaristas descrevem a Líbia como um estado falhado ou sugeriram que está à beira do fracasso.

## Congresso Geral Nacional
O Congresso Geral Nacional foi a autoridade legislativa da Líbia. Foi eleito por voto popular em 7 de julho de 2012, e a partir de 8 de agosto substituiu o Conselho Nacional de Transição que governou o país desde o fim da Guerra Civil Líbia de 2011. O Congresso Geral Nacional foi composto por 200 membros, dos quais 80 foram eleitos através de um  sistema 
de lista partidária de representação proporcional, e  120 foram eleitos como independentes em distritos de múltiplos membros.
O poder executivo era nomeado pelo Congresso Geral Nacional e liderado pelo primeiro-ministro, enquanto o Presidente do Congresso Geral Nacional seria "de facto" chefe de Estado, embora não explicitamente descrito como tal na Declaração.
A principal responsabilidade do Congresso Geral Nacional era formar uma assembléia constituinte que escreveria a constituição permanente da Líbia, para aprovação por um referendo. A lei da Líbia é baseada em sharia.
Em 30 de março de 2014, o Congresso Geral Nacional votou para se substituir por uma nova Câmara dos Deputados, formalmente conhecida como Conselho dos Deputados. A nova legislatura alocaria 30 assentos para mulheres, teria 200 assentos no geral (com pessoas capazes de atuar como membros de partidos políticos) e permitir que os líbios de nacionalidades estrangeiras se candidatem ao cargo. Embora as eleições fossem realizadas e os legisladores assumissem os cargos, o antigo Congresso Geral Nacional rejeitou os resultados e foi reconvocado pela oposição, assim o novo parlamento passaria a se reunir no leste da Líbia na cidade de Tobruque.
No início de 2015, os dois parlamentos, o Congresso Geral Nacional cessante e o Conselho dos Deputados, concordaram com uma declaração de princípios que pedia a formação de um comitê conjunto de dez pessoas para nomear um primeiro-ministro interino e dois deputados, levando a novas eleições dentro de dois anos.

## Mudanças após a Guerra Civil de 2011
Os partidos políticos estavam banidos na Líbia desde 1972 até a destituição do governo de Gaddafi, e todas as eleições eram não-partidárias de acordo com a lei. No entanto, durante a revolução, o Conselho Nacional de Transição (NTC), um órgão formado em 27 de fevereiro de 2011 pelas forças anti-Gaddafi para atuar como "rosto político da revolução", fez a introdução da democracia multipartidária uma pedra angular da sua agenda. Em junho de 2011, Saif al-Islam Gaddafi afirmou que seu pai concordaria em eleições gerais monitoradas internacionalmente, e desistiria se as perdesse, mas sua oferta foi recusada pelos rebeldes e ignorada pelo Conselho de Segurança da ONU.
Em 8 de março, o Conselho Nacional de Transição emitiu uma declaração em que declarou ser o "único representante em toda a Líbia".
O conselho formou um órgão de governo interino em 23 de março. A partir de 20 de outubro de 100 países declarou o apoio total ao conselho, cortando todas as relações com o governo de Gaddafi e reconhecendo o Conselho Nacional de Transição como o representante legítimo da Líbia.
Em 3 de agosto de 2011, o Conselho Nacional de Transição emitiu uma Declaração Constitucional que declarou o estado da Líbia como uma democracia com o Islã como sua religião de estado, na qual o Estado garante a regra da lei e um judiciário independente bem como direitos civis e humanos direitos básicos (incluindo liberdade de religião e direitos das mulheres), e que contém provisões para uma fase de transição para uma república presidencial com uma assembléia nacional eleita e uma constituição democraticamente legitimada até 2013. O vice-presidente Abdul Hafiz Ghoga declarou a Líbia "liberada" no dia 23 de outubro de 2011, anunciando um fim oficial da guerra. O presidente Mustafa Abdul Jalil disse que a Líbia se tornaria uma democracia islâmica na sequência da morte de Gaddafi, embora a extensão da influência da lei islâmica seja determinada pelos legisladores eleitos. Ghoga confirmou que a Líbia continuará a aderir a todos os acordos internacionais aos quais foi signatário antes da revolta.
Em 7 de julho de 2012, foi realizada uma eleição para o Congresso Geral Nacional (GNC) para substituir o Conselho Nacional de Transição. Foram 2.501 candidatos para os 200 assentos - 136 para partidos políticos e 64 para candidatos independentes. Cerca de 300 pontos de vista dos candidatos foram considerados inaceitáveis e removidos da lista de candidatos, suspeitos de simpatia com as forças derrotadas da Jamahiriya. Os centros de credenciamento também foram organizados em cidades européias com comunidades líbias maiores como Berlim e Paris, a fim de permitir que os cidadãos líbios pudessem votar. Em 8 de agosto de 2012 o Conselho Nacional de Transição dissolveu oficialmente e transferiu o poder para o Congresso Geral Nacional.

## Partidos políticos e eleições
Em 7 de julho de 2012, o corpo legislativo - Congresso Geral Nacional - foi eleito.

### Lista de partidos com assentos no Congresso Geral Nacional
- Aliança das Forças Nacionais
- Justiça & Construção
- Frente Nacional
- Aliança Wadi al-Hiya
- União para Pátria
- Partido Centrista Nacional
- Partido Democrata Nacional da Líbia
- A mensagem
- A Fundação
- Partido Nacional para o Desenvolvimento e Bem-Estar
- Nação e Prosperidade
- Autenticidade e renovação
- Autenticidade e Progresso
- Assembléia Umma Moderada
- Libik Watani
- Encontro Nacional de Wadi al-Shati
- Partido Moderado da Juventude
- Lista da Líbia para Liberdade e Desenvolvimento
- Coalizão Nacional de Partidos
- Líbia, a esperança
- Partido da sabedoria[30]

### Lista de partidos sem cadeiras no Congresso Nacional Geral
- Movimento nacional popular líbio
- Partido Democrata
- Partido da Pátria[31][32]
- Partido de Reforma e Desenvolvimento[33]
- União Constitucional da Líbia
- Congresso amazigh da Líbia
- Alhaque e Partido da Democracia de Bengazi
- Partido do Congresso Nacional da Líbia
- Partido Nova Líbia
- Partido da Unidade Nacional da Líbia
- Partido da Liberdade e Desenvolvimento da Líbia
- O Partido da Reforma Patriótica
- Partido da Solidariedade Nacional
- O Partido Nacional da Líbia
- Partido Umma
- Partido da Justiça e Democracia da Líbia
- Partido Futuro da Líbia
- Partido do Centro da Líbia
- Assembleia Nacional Democrática para Justiça e Progresso
- Partido de Desenvolvimento da Líbia
- Partido Universal da Líbia
- Aliança Nacional Democrática
- Novo Partido Nacional do Congresso
- Partido Tawasul
- Partido Democrata Nacional da Líbia para Justiça e Desenvolvimento
- Partido Líbia Nosso Lar e Tribo
- Partido de Libertação da Líbia
- Partido Líbia para Todos
- Movimento da Unidade
- Partido da Juventude Democrática
- Assembleia Nacional Democrata
- Partido Wefaq
- Assembléia Nacional Democrata da Líbia
- Ansar Al Horria
- Partido Unionista da Líbia[34]

## Participação na organização internacional
O Conselho Nacional de Transição prometeu homenagear os compromissos internacionais da Líbia até as Eleições de 2012.
A Líbia é membro do ABEDA, AfDB, AFESD, AL, AMF, AMU, AU, CAEU, ECA, FAO, G-77, IAEA, IBRD, ICAO, IDA, IDB, IFAD, IFC, IFRCS, ILO, IMF, IMO, Inmarsat, Intelsat, Interpol, IOC, ISO, ITU, MONUC, NAM, OAPEC, OIC, OPEC, PCA, UN, UNCTAD, UNESCO, UNHRC (suspenso), UNIDO, UPU, WCO, WFTU, WHO, WIPO, WMO, UNWTO e UNHABITAT.

## Política líbia sob Muammar Gaddafi
Depois de ascender originalmente ao poder através de um golpe militar em 1969, a governança da Líbia pelo Coronel Muammar Gaddafi tornou-se cada vez mais centrada nos ensinamentos do seu Livro Verde, que ele publicou em meados da década de 1970, capítulo por capítulo, como base para uma nova forma de governo. Esta jamahiriya, como ele chamou, era supostamente uma forma de democracia direta em que o poder seria equilibrado entre um Congresso Geral do Povo, composto por 2.700 representantes do Congresso Popular de base, e um executivo  Comitê Geral do Povo, chefiado por um Secretário Geral, que relatava ao primeiro-ministro e ao presidente. No entanto, Gaddafi manteve praticamente todo o poder, continuando a operar e controlar os vestígios da junta militar implantados em 1969.

### Figuras buscadas
A Interpol em 4 de março de 2011, emitiu um alerta de segurança sobre o "possível movimento de indivíduos e bens perigosos", baseado na Resolução de Segurança das Nações Unidas 1970, que impôs uma proibição de viagem e congelamento de ativos. O alerta lista o próprio Gaddafi e 15 membros-chave do seu governo:
1. Muammar Gaddafi: Responsabilidade pela ordenação de repressão de manifestações, abusos de direitos humanos. * Morreu 20 de outubro de 2011 em Sirte *
2. Dr. Baghdadi Mahmudi: Chefe do Gabinete de Ligação dos Comités Revolucionários. Comités revolucionários envolvidos na violência contra manifestantes.
3. Abuzed Omar Dorda: Diretor, Organização de Segurança Externa. Lealista do governo. Chefe da agência de inteligência externa.
4. Major General Abu-Bakr Yunis Jabr: Ministro da Defesa. Responsabilidade geral das ações das forças armadas.
5. Ayesha Gaddafi: Filha de Muammar Gaddafi. A proximidade da associação com o governo.
6. Hannibal Muammar Gaddafi: Filho de Muammar Gaddafi. A proximidade da associação com o governo.
7. Mutassim Gaddafi: Conselheiro de Segurança Nacional. Filho de Muammar Gaddafi. Proximidade da associação com o governo
8. Al-Saadi Gaddafi: Comandante das Forças Especiais. Filho de Muammar Gaddafi. A proximidade da associação com o governo. Comando de unidades militares envolvidas na repressão de manifestações.
9. Saif al-Islam Gaddafi: Diretor da Fundação Gaddafi. Filho de Muammar Gaddafi. A proximidade da associação com o governo. Declarações públicas inflamatórias que incentivam a violência contra manifestantes.
10. Abdulqader Yusef Dibri: Chefe da segurança pessoal da Muammar Gaddafi. Responsabilidade pela segurança do governo. História de dirigir violência contra dissidentes.
11. Matuq Mohammed Matuq: Secretário de Utilidades. Membro sênior do governo. Envolvimento com Comitês Revolucionários. História passada de envolvimento na supressão da dissidência e da violência.
12. Sayyid Mohammed Qadhaf Al-dam: Primo de Muammar Gaddafi. Na década de 1980, Sayyid esteve envolvido na campanha dissidente de assassinato e alegadamente responsável por várias mortes na Europa. Também se pensa que ele esteve envolvido na aquisição de armas.
13. Khamis Gaddafi: Filho de Muammar Gaddafi. A proximidade da associação com o governo. Comando de unidades militares envolvidas na repressão de manifestações.
14. Muhammad Gaddafi: Filho de Muammar Gaddafi. A proximidade da associação com o governo.
15. Saif al-Arab Gaddafi: Filho de Muammar Gaddafi. A proximidade da associação com o governo.
16. Colonel Abdullah Senussi: Diretor de Inteligência Militar. Envolvimento da Inteligência Militar na supressão de manifestações. A história passada inclui suspeita de envolvimento no massacre da prisão de Abu Selim. Condenado na ausência por bombardeio do voo da UTA. Cunhado de Muammar Gaddafi.

O NTC esteve em negociações com Argélia e Níger, países vizinhos aos quais membros do governo e comandantes militares desviados haviam fugido, tentando garantir a prisão e a extradição de Al-Saadi Gaddafi e outros.
Destes funcionários, Baghdadi Mahmudi e Abuzed Omar Dorda foram presos, enquanto Saif al-Arab Gaddafi foi morto por um ataque aéreo da OTAN durante a guerra, Khamis Gaddafi foi morto em ação depois da queda de Trípoli, e Muammar e Mutassim Gaddafi, bem como Abu-Bakr Yunis Jabr, foram mortos durante a Batalha de Sirte (2011)|queda] de Sirte.